# Índice Histórico Español
Índice Histórico Español (citat com a IHE en la bibliografia i sèries de fonts documentals) una publicació periòdica en castellà i la principal recopilació de fonts historiogràfiques espanyoles d'època preinformàtica, iniciada en 1953 per iniciativa de Jaume Vicens Vives, que fou el seu director entre els anys 1953 i 960. Posteriorment fou dirigida per Joan Vernet i Ginés entre 1960 i 1962, per Carlos Seco Serrano entre 1963 i 19669) i per Manuel Riu i Riu des del 1969. La revista està publicada per l'Editorial Teide, de Barcelona i aplega recensions, realitzades per especialistes, de les publicacions històriques relacionades amb el món hispànic.
IHE està editat pel Centre d'Estudis Històrics Internacionals de la Universitat de Barcelona (CEHI-UB) a través de Publicacions i Edicions de la Universitat de Barcelona.